# Green/アカシア 〜持田香織×JOURNAL STANDARD Special CD BOX〜
『green／アカシア 〜持田香織×JOURNAL STANDARD Special CD BOX〜』は、日本の女性歌手で、音楽グループEvery Little Thingのボーカリストの持田香織による雑誌扱いのシングル。2010年8月6日に宝島社から出版。

## 解説
2枚目のソロアルバム『NIU』に先行してリリースされた。
シングルCD作品「green／アカシア」、写真集とインタビュー記事で構成されるブックレット、ファッションブランドJOURNAL STANDARDとのコラボレーションによって製作されたオリジナルエコバッグの3点で構成され、雑誌扱いで書店やコンビニエンスストアで販売された。
「CD BOX」と名づけられているが、CDは1枚しか含まれていないため、厳密な意味でのCD-BOXにはあたらない。

## 収録曲
1. green
  - 作詞/作曲：持田香織 編曲：半野喜弘
  - フジテレビ系列 『恋するTV すごキュン』2010年8月度テーマソング。
2. アカシア
  - 作詞/作曲：Jinsei Tsuji 編曲：半野喜弘
  - ビターズ・エンド配給映画『ACACIA』主題歌。
  - アルバム未収録。

## 楽曲の収録アルバム
- NIU (#1)